# Дидманидзе, Отари Назирович
Отари Назирович Дидманидзе (род. 3 октября 1954, с. Марадиди Хелвачаурского района Аджарской АССР) — российский учёный в области механизации сельского хозяйства и эксплуатации транспортных средств, член-корреспондент РАСХН (2010), член-корреспондент РАН (2014), академик РАН (2019)

## Биография
Окончил Московский институт инженеров сельскохозяйственного производства им. В. П. Горячкина (МИИСП) с отличием (1982) и его аспирантуру (1986).
До 1999 г. работал там же на кафедре эксплуатации машинно-тракторного парка: старший научный сотрудник (1986—1988), ассистент (1988—1989), доцент (1989—1996), профессор (1996—1999). В 1999—2012 заведующий кафедрой «Автомобильный транспорт», в 2012—2013 проректор по непрерывному образованию и профориентационной работе, одновременно с 2004 директор Института непрерывного профессионального образования (ИНПО) МГАУ им. В. П. Горячкина.
После объединения с МСХА (2014) — проректор по дополнительному образованию и повышению квалификации РГАУ-МСХА имени К. А. Тимирязева, заместитель руководителя по реорганизации вузов.. Одновременно профессор кафедры «Автомобильный транспорт». В настоящее время заведующий кафедрой тракторов и автомобилей.
Научные исследования посвящены решению задачи ресурсосбережения в сельскохозяйственных производственных процессах. Подготовлено более 60 кандидатов и докторов наук.
2011 год — научное открытие в области биофизики «Явление эндогенной периодической активности плодов растений».

## Награды и звания
Доктор технических наук (1996), профессор (1997), член-корреспондент РАСХН (2010), член-корреспондент РАН (2014), академик РАН (2019). Почетный академик Академии сельскохозяйственных наук Республики Грузия (1999).
Заслуженный работник высшей школы Российской Федерации (2005), Почетный работник высшего профессионального образования Российской Федерации (2008), лауреат премии Московского комсомола (1982), награждён орденом Чести Республики Грузия (2003), медалями «За трудовое отличие» (1982), «В память 850-летия Москвы» (1997), нагрудным знаком «Почетный автотранспортник» (2000), почетным знаком «За успехи в аналитической работе» (2009), серебряной медалью «За вклад в развитие агропромышленного комплекса России» (2020).

## Научные труды
Автор (соавтор) более 300 научных трудов, из них 48 книг, учебников и учебных пособий, в том числе 15 монографий. Получил 30 авторских свидетельств и патентов на изобретения.
- Вспашка / соавт.: М. В. Зайцев, А. А. Зангиев. ― М.: Россельхозиздат, 1987. ― 79 с.
- Оптимизация состава и режимов работы средств для сбора, транспортировки и первичной переработки чайного листа / соавт.: А. А. Зангиев, О. П. Андреев. ― М.: Колос, 1995. ― 132 с.
- Использование суперконденсаторов в комбинированных энергоустановках тягово-транспортных средств / соавт. С. А. Иванов. ― М.: УМЦ Триада, 2004. ― 159 с.
- Техническая эксплуатация автомобилей: учеб. пособие для студентов вузов, обучающихся по спец. «Автомобили и автомобил. хоз-во» / соавт.: Г. Е. Митягин, Р. Н. Егоров; Моск. гос. агроинженер. ун-т им. В. П. Горячкина. ― М., 2005. ― 424 с.
- Комплексное проектирование механизированных производственных процессов в растениеводстве: учеб. пособие для студентов с.-х. высш. учеб. заведений / соавт.: Г. Г. Маслов, В. В. Цыбулевский. ― М.: Триада, 2006. ― 255 с.
- Управление техническими системами в условиях информационной неопределенности / соавт.: В. В. Солдатов, Ю. А. Судник. ― М.: Изд-во ООО УМЦ: Триада, 2010. ― 316 с.
- Транспорт в сельскохозяйственном производстве: учеб.-метод. комплекс: учеб. пособие для студентов вузов…/ соавт.: К. У. Сафаров, В. А. Китаев; Ульян. гос. с.-х. акад. и др. — Ульяновск, 2011.